# 长颌鰆鲹
长颌鰆鲹（学名：Chorinemus lysan）为鲹科鰆鲹属的鱼类，俗名江三。分布于红海、印度洋、太平洋，包括南海等海域。